# HD 45827
HD 45827，又名BD+09 1259，SAO 113957、HR 2362，是一颗恒星，视星等为6.57，位于銀經202.47，銀緯-0.58，其B1900.0坐标为赤經6h 24m 37.1s，赤緯+9° -0.58′ 46″。